# USS Price (DE-332)
USS Price (DE-332) là một tàu hộ tống khu trục lớp Edsall từng phục vụ cùng Hải quân Hoa Kỳ trong Chiến tranh Thế giới thứ hai. Nó là chiếc tàu chiến duy nhất của Hải quân Hoa Kỳ được đặt cái tên này, theo tên Trung úy Hải quân Edward Max Price (1916-1942), người từng phục vụ trên tàu sân bay Lexington (CV-2) và đã tử trận vào ngày 8 tháng 5, 1942 trong Trận chiến biển Coral. Nó đã phục vụ cho đến khi chiến tranh kết thúc, xuất biên chế năm 1946, rồi được xếp lại lớp như một tàu hộ tống khu trục cột mốc radar DER-332 để tiếp tục phục vụ từ năm 1956 đến năm 1960. Con tàu cuối cùng bị bán để tháo dỡ vào năm 1975. Price được tặng thưởng một Ngôi sao Chiến trận do thành tích phục vụ trong Thế Chiến II.

## Thiết kế và chế tạo
Lớp Edsall có thiết kế hầu như tương tự với lớp Cannon dẫn trước; khác biệt chủ yếu là ở hệ thống động lực Kiểu FMR do được trang bị động cơ diesel Fairbanks-Morse dẫn động qua hộp số giảm tốc đến trục chân vịt. Đây là cấu hình động cơ được áp dụng rộng rãi trên tàu ngầm, được chứng tỏ là có độ tin cậy cao hơn so với lớp Cannon.
Vũ khí trang bị bao gồm ba pháo 3 in (76 mm)/50 cal trên tháp pháo nòng đơn có thể đối hạm hoặc phòng không, một khẩu đội pháo phòng không Bofors 40 mm nòng đôi và tám pháo phòng không Oerlikon 20 mm. Vũ khí chống ngầm bao gồm một dàn súng cối chống tàu ngầm Hedgehog Mk. 10 (có 24 nòng và mang theo 144 quả đạn); hai đường ray Mk. 9 và tám máy phóng K3 Mk. 6 để thả mìn sâu. Con tàu vẫn giữ lại ba ống phóng ngư lôi Mark 15 21 inch (533 mm), và được trang bị radar SC dò tìm không trung và mặt biển. Thủy thủ đoàn đầy đủ bao gồm 186 sĩ quan và thủy thủ.
Price được đặt lườn tại xưởng tàu của hãng Consolidated Steel Corporation ở Orange, Texas vào ngày 24 tháng 8, 1943. Nó được hạ thủy vào ngày 30 tháng 10, 1943, được đỡ đầu bởi bà bà Ray P. Reynolds, và nhập biên chế cùng Hải quân Hoa Kỳ vào ngày 12 tháng 1, 1944 dưới quyền chỉ huy của Hạm trưởng, Thiếu tá Hải quân John Worthen Higgins, Jr.

## Lịch sử hoạt động

### 1944 - 1946
Sau khi hoàn tất việc chạy thử máy huấn luyện tại khu vực Bermuda, Price khởi hành từ Norfolk, Virginia vào ngày 23 tháng 3, 1944 để hộ tống một đoàn tàu vận tải vượt Đại Tây Dương để hướng sang Bắc Phi. Trên đường đi vào đêm 11 tháng 4, máy bay ném bom-ngư lôi của Không quân Đức đã tấn công đoàn tàu, phóng ngư lôi đánh trúng tàu chị em Holder (DE-401), khiến nó chết đứng giữa biển. Price đã bắn rơi một máy bay đối phương, rồi hộ tống bảo vệ cho Holder trong lúc nó được chiếc tàu kéo HMS Mindful (W 135) của Hải quân Hoàng gia Anh kéo về cảng Bizerte, Tunisia. Price sau đó tham gia vào thành phần hộ tống cho chặng quay trở về Hoa Kỳ, và sau đó còn tiếp tục hộ tống cho hai đoàn tàu vận tải khác đi đến Bizerte.
Vào ngày 28 tháng 9, Price cùng với Đội hộ tống 58 được cho tách khỏi Lực lượng Đặc nhiệm 65 để được phối thuộc cùng Đội đặc nhiệm 21.7, và chuyển sang phục vụ hộ tống vận tải trên tuyến đường băng qua vùng biển Bắc Đại Tây Dương để đi sang các cảng Anh Quốc. Cho đến ngày 29 tháng 5, 1945 nó đã thực hiện năm chuyến hộ tống vận tải vượt đại dương sang các cảng Anh Quốc. Sau khi chiến tranh kết thúc tại Châu Âu, con tàu chuẩn bị để được điều động sang khu vực Mặt trận Thái Bình Dương. Đi đến Trân Châu Cảng vào ngày 27 tháng 7, nó vẫn đang thực hành huấn luyện tại vùng biển Hawaii khi Nhật Bản chấp nhận đầu hàng vào ngày 15 tháng 8, giúp chấm dứt vĩnh viễn cuộc xung đột.
Lên đường vào ngày 31 tháng 8, Price phục vụ canh phòng máy bay cho tàu sân bay hộ tống Kula Gulf (CVE-108) trên đường đi sang Eniwetok, và sau đó tiếp tục đi đến Ulithi, Guam và Okinawa. Nó rời Guam vào ngày 6 tháng 12 để đi đến Iwo Jima và Chichi Jima, nơi nó thiết lập căn cứ chiếm đóng tại các quần đảo Bonin và Volcano.
Khởi hành từ Chichi Jima vào ngày 9 tháng 1, 1946, Price tham gia hoạt động "Magic Carpet" nhằm hồi hương các cựu chiến binh trở về Hoa Kỳ. Đón lên tàu hành khách tại Iwo Jima, Guam và Trân Châu Cảng, nó vận chuyển họ về San Pedro, California trước khi tiếp tục hành trình đi sang vùng bờ Đông. Đi đến Boston, Massachusetts vào ngày 21 tháng 2, con tàu được chuyển đến Green Cove Springs, Florida vào cuối tháng 3. Nó được cho xuất biên chế tại đây vào ngày 16 tháng 5, 1947, và được đưa về Hạm đội Dự bị Đại Tây Dương.

### 1955 - 1960
Price được cải biến thành một tàu hộ tống khu trục cột mốc radar, xếp lại lớp và mang ký hiệu lườn mới DER-332 vào ngày 21 tháng 10, 1955. Nó được cho tái biên chế trở lại tại New York vào ngày 1 tháng 8, 1956 dưới quyền chỉ huy của Hạm trưởng, Thiếu tá Hải quân William Anthony Stone.
Gia nhập Hải đội Hộ tống 18 tại Newport, Rhode Island vào ngày 11 tháng 9, trong những năm tiếp theo Price phục vụ như cột mốc radar trong Đường cảnh báo sớm từ xa - (DEW: Distant Early Warning) Line - nhằm cảnh báo sớm khả năng bị máy bay ném bom chiến lược hay tên lửa đạn đạo đối phương tấn công. Nó được bố trí ngoài khơi bờ biển Newfoundland tại hàng rào Đại Tây Dương, kéo dài đến tận eo biển Manche và quần đảo Azores. Nhiệm vụ thường lệ này được xen kẻ với những chuyến đi huấn luyện đến các vùng biển Cuba, Bermuda và ngoài khơi Virginia Capes, cũng như phục vụ tìm kiếm-giải cứu dự phòng cho chuyến bay vượt Đại Tây Dương của Tổng thống Dwight D. Eisenhower vào tháng 12, 1959.
Price được cho xuất biên chế lần sau cùng tại Orange, Texas vào ngày 30 tháng 6, 1960, và đưa về Hạm đội Dự bị Đại Tây Dương. Nó được rút tên khỏi danh sách Đăng bạ Hải quân vào ngày 1 tháng 8, 1974, và cuối cùng bị bán để tháo dỡ vào ngày 12 tháng 3, 1975.

## Phần thưởng
Price được tặng thưởng một Ngôi sao Chiến trận do thành tích phục vụ trong Thế Chiến II.
|             |  |  |
| Bronze star |  |  |

| Dãi băng Hoạt động Tác chiến (truy tặng)                                     | Huân chương Chiến dịch Hoa Kỳ        | Huân chương Chiến dịch Châu Á-Thái Bình Dương |
| Huân chương Chiến dịch Châu Âu-Châu Phi-Trung Đông với 1 Ngôi sao Chiến trận | Huân chương Chiến thắng Thế Chiến II | Huân chương Phục vụ Chiếm đóng Hải quân       |